# Acacia schweinfurthii
Acacia schweinfurthii é uma espécie de leguminosa do gênero Acacia, pertencente à família Fabaceae.